# شعارية
شعارية (الاسم العلمي: Capillaria) هي جنس من الديدان الأسطوانية، تتبع فصيلة Capillariidae ‏.